# Капитело Раза (Ровиго)
Капитело Раза је насеље у Италији у округу Ровиго, региону Венето.
Према процени из 2011. у насељу је живело 25 становника. Насеље се налази на надморској висини од 5 м.